# Responsorium
Responsorium (latin) är en liturgisk växelsång i kyrkan mellan prästen och kören eller församlingen. Det kan även beteckna församlingens svar på prästens intonation.